# أرواح منسية (مسلسل)
قطط المدينة مسلسل دراما مصري من بطولة صابرين وعبد الرحمن أبو زهرة وعزت العلايلي ومادلين طبر ومن إخراج سمير حسين، من المقرر عرضة في رمضان 1434.

يتناول المسلسل فكرة الأشخاص الذين يؤثرون في حياة الآخرين، وذلك من خلال قصة أناس ظلوا طوال حياتهم يخافون من المجهول فيأتي مجموعة من الأشخاص يدخلون حياتهم بشكل مفاجئ ويغيروا في شكلها.

## بطولة
- عزت العلايلي
- صابرين
- فراس إبراهيم
- عبد الرحمن أبو زهرة
- ميرنا المهندس
- أمل رزق
- عايدة رياض
- مادلين طبر

كان الاسم الأول للمسلسل «أرواح منسية» ثم تغير إلى الاسم الحالي